# Euphrictus spinosus
Euphrictus spinosus là một loài nhện trong họ Theraphosidae.
Loài này thuộc chi Euphrictus. Euphrictus spinosus được Arthur Stanley Hirst miêu tả năm 1908.